# Dragonland
Dragonland är ett svenskt power metal-band från Göteborg. Bandet bildades 1999. Där de två första skivorna, The Battle of the Ivory Plains och Holy War består av för genren typisk power metal med fantasylyrik rör man sig på de två efterföljande albumen Starfall och Astronomy i mer progressiv riktning med större fokus på orkestrala inslag och konceptteman. 
I augusti 2011 meddelade bandet att gitarristen Nicklas Magnusson och basisten Christer Pedersen lämnat gruppen och ersatts av Jesse Lindskog (tidigare trummor) respektive Anders Hammer. Ny trumslagare blev danske Morten Løwe Sørensen. Denne lämnade dock Dragonland 2014.
Bandets femte album Under the Grey Banner släpptes den 18 november 2011.
Efter att ha legat vilande ett antal år (delvis på grund av gitarristen Olof Mörcks engagemang i Amaranthe) började man återigen repa och skriva material efter att ha spelat i Japan, Australien och Spanien under hösten 2018, vilket väckt kreativiteten till liv igen. År 2021 fick bandet en ny trummis i Johan Nunez. I oktober 2022 släpptes Dragonlands sjätte studioalbum The Power of the Nightstar.

## Medlemmar
Nuvarande medlemmar
- Jonas Heidgert – trummor (1999–2002), sång (1999– )
- Olof Mörck – sologitarr, fiol (2000– )
- Elias Holmlid – keyboard (2000– )
- Jesse Lindskog – trummor (2002–2011), sologitarr (2011– )
- Anders Hammer – basgitarr (2011– )
- Johan Nunez – trummor (2021– )

Tidigare medlemmar
- Nicklas Magnusson – gitarr (1999–2011)
- Christer Pedersen – basgitarr (1999–2011)
- Daniel Kvist – gitarr (1999–2000)
- Magnus Olin – trummor (1999)
- Robert Willstedt – trummor (2002)
- Morten Løwe Sørensen - trummor (2011–2014)

## Diskografi
Studioalbum
- The Battle of the Ivory Plains (The Dragonland Chronicles Part I) (2001)
- Holy War (The Dragonland Chronicles Part II) (2002)
- Starfall (2004)
- Astronomy (2006)
- Under the Grey Banner (The Dragonland Chronicles Part III) (2011)
- The Power of the Nightstar (2022)

Singlar
- "At the Inn of Éamon Bayle" (2011)
- "The Power of the Nightstar" (2022)
- "Flight from Destruction" (2022)
- "The Scattering of Darkness" (2022)

Demo
- Storming Across Heaven (2000)